# شوتا تاكاهاشي
شوتا تاكاهاشي (باليابانية: 高橋 周大) (27 يوليو 1983 في ميتاكا في اليابان – )؛ هو لاعب كرة قدم ياباني سابق كان يلعب كمهاجم.

## وصلات خارجية
- شوتا تاكاهاشي على موقع رابطة كرة القدم اليابانية للمحترفين (اليابانية)